# Lehre der Zeugen Jehovas

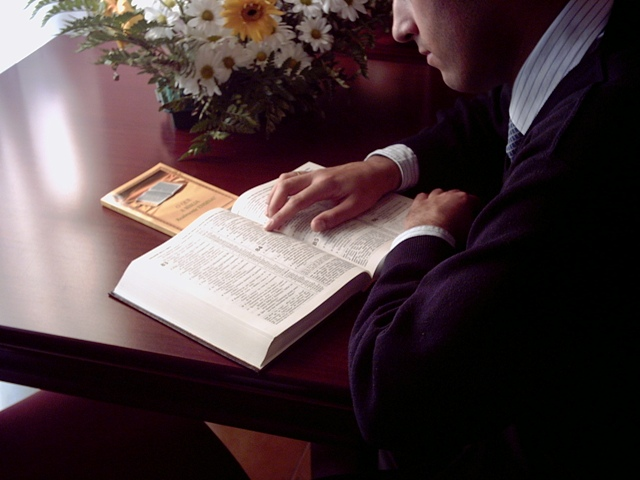
Jehovas Zeugen wird empfohlen, regelmäßig das persönliche Bibelstudium zu pflegen.

Die Zeugen Jehovas leiten ihren Glauben von ihrem biblizistischen Verständnis der Bibel ab. Sie glauben, dass sie allein die Wahrheit lehren. Ihre Exegese der Bibel unterscheidet sich von der der meisten anderen christlichen Gemeinschaften unter anderem durch ihren Antitrinitarismus, ihre Christologie sowie ihre ausgeprägte Apokalyptik und Endzeiterwartung.

## Bibel

### Wort Gottes
Zeugen Jehovas glauben an die Bibel, die als Ganzes das inspirierte, irrtums- und widerspruchslose Wort Gottes sei. Sie halten sie daher durchwegs mit Wissenschaft, Geschichte und Archäologie für vereinbar und für die beste Anleitung zu ethischem Verhalten ebenso wie für zuverlässige Prophetie. Die Zeugen Jehovas geben in vielen Sprachen eine eigene Bibelübersetzung heraus, die Neue-Welt-Übersetzung der Heiligen Schrift, die von anderen Kirchen kritisiert wird. Doch sind Jehovas Zeugen auch bereit, andere Bibelübersetzungen zu verwenden. Sie versuchen, Schriftwort durch Schriftwort zu erklären, wobei sie einräumen, dass nicht alle biblischen Aussagen wörtlich auszulegen seien.

### Altes und Neues Testament
Wie viele reformatorische Kirchen halten Jehovas Zeugen am hebräischen Kanon des Tanach fest, das heißt, sie sehen die Apokryphen nicht als Teil der Bibel. Sie verwenden vorzugsweise die Bezeichnungen „Hebräisch-Aramäische Schriften“ bzw. „Christlich-Griechische Schriften“ anstelle des herkömmlichen „Altes“ bzw. „Neues Testament“, um dem Missverständnis vorzubeugen, dass das Alte Testament durch das Neue ersetzt worden wäre. Allerdings betrachten sie den Sinaibund als seit dem Tod des Messias aufgehoben und die dem Volk Israel gegebenen Gebote daher nicht mehr als bindend.

## Gott
Jehovas Zeugen glauben an einen persönlichen Gott, den allmächtigen und ewigen Jehova, dessen Haupteigenschaften Liebe, Gerechtigkeit, Weisheit und Macht seien.

### Schöpfer
Jehovas Zeugen glauben, dass Gott der Schöpfer der Welt sei. Zur Schöpfung zählen sie den Himmel, die im Himmel lebenden Geistgeschöpfe (auch Jesus Christus in seiner vormenschlichen Existenz), das Universum und die auf der Erde wohnenden Lebewesen wie Menschen, Tiere und Pflanzen. Daher lehnen Jehovas Zeugen alle wissenschaftlichen Lehrmeinungen ab, die diese Schöpferrolle bestreiten, vor allem die Makroevolution. Als Langzeitkreationisten sind sie der Meinung, dass das Universum und die Erde Milliarden Jahre alt sein könnten und dass die Schöpfungstage in der Genesis nicht als 24-Stunden-Tage, sondern als „Zeiträume“ der Schöpfung aufzufassen sind, die unbestimmt lange Zeitspannen umfassten. Die Erschaffung des Menschen datieren sie anhand chronologischer Angaben aus der Bibel in das fünfte Jahrtausend v. Chr.

### Antitrinitarismus
Die Zeugen Jehovas lehnen die Lehre der Dreifaltigkeit ab. Das ist einer der Haupteckpfeiler ihres Dogmas und unterscheidet sie grundlegend von den meisten anderen christlichen Glaubensrichtungen. Sie sind davon überzeugt, dass die Bibel bei korrekter Übersetzung und Auslegung die Lehre der Dreieinigkeit nicht stütze. Die Aussage am Anfang des Johannesevangeliums „καὶ Θεὸς ἦν ὁ Λόγος“, welche meist mit „und das Wort war Gott“ übersetzt wird (Joh 1,1 ), deuten sie nicht trinitarisch, da nach ihrem – von anderen Kirchen viel kritisierten – Verständnis die grammatikalisch korrekte Übersetzung „das Wort war ein Gott“ laute. In dem „Wort“, das hier beschrieben wird, sehen sie Jesus Christus als „einen Gott“ im Sinne eines mächtigen Geschöpfs an, der jedoch nicht ohne Anfang und nicht wesenseins mit dem allmächtigen Gott sei. Somit glauben Zeugen Jehovas an die Subordination, also dass der Sohn dem Vater untergeordnet sei.
Den Heiligen Geist betrachten sie weder als Person noch als Teil eines dreieinigen Gottes, sondern als „Gottes wirksame Kraft“, durch die er schöpferisch wirkte, die Autoren der Bibel inspirierte, in biblischer Zeit manche Menschen zu Wundern befähigte, und durch die er heute Christen zu einem Bekenntnis ihres Glaubens befähige.

### NameJehova
Jehovas Zeugen sprechen Gott mit seinem in der Bibel verwendeten Eigennamen JHWH an. Die von den meisten Bibelwissenschaftlern vertretene Ansicht, der Name werde korrekt Jahwe ausgesprochen, halten sie für nicht verifizierbar; sie bleiben in vielen Sprachen bei der Ausspracheform Jehova. Wesentlich ist für sie nicht die Authentizität der Rekonstruktion der Aussprache des Namens, sondern überhaupt einen persönlichen Namen für Gott zu verwenden. Den biblischen Gottesnamen JHWH deuten sie als Zusage Gottes, zu allem zu werden, was zur Erfüllung seiner Vorsätze nötig sei.

### Gebet
Gebete werden von Zeugen Jehovas ausschließlich an Jehova gerichtet und zwar durch den Mittler Jesus Christus. Das bedeutet, es wird weder zu Jesus gebetet, noch durch Heilige oder Maria.

## Jesus Christus

### Vormenschliche Existenz im Himmel
Jehovas Zeugen betrachten Jesus als Gottes erstes und als einziges von ihm unmittelbar erschaffenes Geschöpf. Damit vertreten sie die Präexistenz Christi. Er wird als Sohn Gottes seinem Vater untergeordnet angesehen.

### Mensch, Opfertod, Auferstehung
Jehovas Zeugen glauben an die Jungfrauengeburt. Als Sohn Gottes sei Jesus als sündenloser Mensch geboren worden, als „Zweiter Adam“, und lebte ohne Sünde. Als er im Alter von 30 Jahren getauft wurde, sei er von Gott mit heiligem Geist zum Hohenpriester gesalbt worden. Sie glauben, dass Jesus während seines menschlichen Lebens ein herausragender Lehrer und Wundertäter war – aber im Mittelpunkt ihrer Theologie steht nicht das Leben, sondern der Opfertod Jesu. Nur aufgrund der Erlösung durch den Tod Jesu und des persönlichen Glaubens an den Wert dieses Opfers könne der Gläubige Vergebung von Sündenschuld erlangen. Nur durch Jesus sei es möglich, zukünftiges ewiges Leben in Versöhnung mit Gott und in körperlicher sowie psychischer Vollkommenheit zu erlangen.
Jehovas Zeugen glauben, dass Jesus an einem „Pfahl“ und nicht an einem Kreuz hingerichtet worden sei. In einer Verehrung des Kreuzes erkennen sie Parallelen zu vorchristlichen, heidnischen Bräuchen; sie lehnen daher die Verwendung des Kreuzes oder ähnlicher Gegenstände für religiöse Handlungen oder als Symbol als „Götzendienst“ ab (2 Mos 20,4,5 ; 1 Kor 10,14 ).
Jehovas Zeugen glauben, Jesus sei am dritten Tag nach seiner Hinrichtung mit einem nichtmateriellen „geistigen Leib“ auferstanden. Wenn er in den darauffolgenden Wochen vereinzelt einen materiellen Leib angenommen habe, so nur vorübergehend, um sich seinen Jüngern zu zeigen. Schließlich sei er in den Himmel aufgefahren, um dort zur Rechten Gottes auf den Herrschaftsantritt als messianischer König zu warten.

### König und Erzengel Michael
Jehovas Zeugen glauben, dass Jesus 1914 von Gott als König im Himmel eingesetzt worden sei, und sie erwarten den Anbruch seiner 1000-jährigen messianischen Königsherrschaft über die Erde. Jesus wird von Jehovas Zeugen als höchster der Engel angesehen. In seiner vor- und nachmenschlichen Gestalt als „Geistperson“ sei Jesus mit dem Erzengel Michael identisch, so interpretieren sie Jud 1,9  und 1 Thess 4,16 . Sie verstehen Offb 12  als Weissagung, wonach Michael/Jesus im Jahr 1914 den Satan und dessen Anhänger aus dem Himmel vertreiben und sie – vor ihrer endgültigen Vernichtung – in den Bereich der Erde verbannen werde.

## Satan
Die Zeugen Jehovas glauben, dass Satan eine reale Geistperson sei, ein von Gott vollkommen erschaffener Engel, der sich jedoch gegen den Schöpfer aufgelehnt habe, so zum Hauptwidersacher Gottes geworden sei und andere Engel und Menschen dazu bewogen habe, ihm zu folgen.
Den Bibelbericht aus Genesis Kapitel 3 verstehen Jehovas Zeugen so, dass der Teufel (in Gestalt der Schlange) Gott unterstellte, für den Menschen nicht das Beste zu wollen. Satan soll gemeint haben, es wäre besser für den Menschen, selber Maßstäbe für Gut und Böse festzulegen, statt sich den vom Schöpfer mitgeteilten Normen unterzuordnen. Das Bibelbuch Hiob deuten Jehovas Zeugen so, dass der Teufel den Menschen vorgeworfen habe, Gott nur dann zu dienen, wenn sie einen persönlichen Vorteil daraus ziehen könnten. Dass Gott die Rebellion Satans und der Menschen – und damit das Leiden – zuließ und noch zulässt, diene gemäß der Ansicht der Zeugen Jehovas zur Klärung dieser beiden Streitfragen. So könnten sowohl der Teufel als auch die Menschen zeigen, ob sie in der Lage wären, ohne Gott ein besseres Leben zu führen. Durch die Menschheitsgeschichte werde bewiesen, dass der Teufel unrecht habe und die Menschen sich nicht erfolgreich selbst regieren können, und dass es Menschen gebe, die trotz Anfeindung treu zu Gott halten.
Das Weltbild der Zeugen Jehovas ist daher von einem starken Dualismus zwischen Gut und Böse geprägt. Dem Königreich Gottes und denen, die darauf hoffen, stehe die übrige Welt feindlich gegenüber, die als Königreich Satans gilt. Vor diesem Hintergrund lehnen die Zeugen Jehovas jede ökumenische Kooperation mit anderen christlichen Gruppierungen ab. Ihnen sprechen die Zeugen Jehovas ab, ihren Anhängern Heil und Erlösung vermitteln zu können.

## Mensch

### Ursprung des Menschen
Jehovas Zeugen glauben, dass Gott die ersten Menschen – Adam und Eva – schuf, sie in den Garten Eden setzte und ihnen auftrug, das Paradies auf die gesamte Erde auszudehnen. Gott habe den Menschen für ewiges Leben auf der Erde erschaffen.

### Seele
Menschen haben nach Auffassung der Zeugen Jehovas keine Seele, sondern – so verstehen sie 1 Mos 2,7  – der ganze Mensch als lebendes Wesen ist eine Seele. Die Seele ist demnach kein Teil des Menschen, sondern der ganze Mensch; sterbe er, sterbe die Seele. In diesem Zusammenhang zitieren sie Bibelstellen wie Hes 18,4  und Koh 9,5–10 .

### Verlust des Paradieses, Tod
Jehovas Zeugen glauben, dass der Mensch mit einem freien Willen erschaffen wurde; sie lehnen die Lehre von der Prädestination ab. Der Missbrauch des freien Willens habe eine Kluft zwischen Gott und dem Menschen geschaffen: Der Mensch habe das Paradies verlassen müssen und sei sterblich geworden, weil er sich – angestiftet vom Satan – bewusst gegen Gott aufgelehnt hätte, vom Baum der Erkenntnis genommen und dadurch das Recht beansprucht habe, selbst festzulegen, was Gut und Böse sei. Als Folge habe er das Paradies verloren, sei unvollkommen und sterblich geworden. Seither vererbe der Mensch die Sündhaftigkeit und Sterblichkeit an alle seine Nachkommen. Der Tod des Menschen sei die Folge seiner Sündhaftigkeit und gleichzeitig auch die Strafe für die Sünde.

### Versöhnung mit Gott, ewiges Leben
Der Sündenfall der ersten Menschen änderte laut der Lehre der Zeugen Jehovas nichts am Vorsatz Gottes: Er habe gewollt, dass Menschen ewig in einem Paradies auf Erden leben. Jehova habe sofort für eine Lösung gesorgt, indem er den Messias ankündigte (1 Mos 3,15 ). Durch den Opfertod Jesu würden sündige Nachkommen der ersten Menschen mit Gott versöhnt werden und könnten ewiges Leben erlangen, falls sie an Christus glauben. Nach Ansicht der Zeugen Jehovas gibt es zwei verschiedene Aussichten auf ewiges Leben: Eine große, zahlenmäßig unbestimmte Anzahl Menschen bekäme ewiges Leben in einem Paradies auf Erden, das bei der Wiederkunft Christi erstehen würde. Im Himmel dagegen würden 144.000 Auserwählte, von denen nur ein kleiner Überrest noch auf Erden lebe, als Mitkönige Christi regieren.

## Königreich Gottes

### Himmlische Regierung über die Erde
Jehovas Zeugen glauben, dass das Königreich Gottes eine Regierung sei, die vom Himmel aus das Paradies auf der Erde wiederherstellen werde. Die Regierung bestehe aus Jesus und den 144 000 Mitregenten. Jehovas Zeugen leben in der Erwartung des nahen Anbruchs der 1000-Jahr-Herrschaft des Königreiches Gottes, in diesem Sinn sind sie eine millenaristische Glaubensgemeinschaft.

### Auswahl der 144 000
Jehovas Zeugen glauben, dass Jesus mit 144 000 (Off 14,1 ) Menschen einen Bund für das Königreich geschlossen habe, durch den diese mit heiligem Geist gesalbt, „Kinder Gottes“ und „Brüder Christi“ würden und die Aussicht haben, mit Christus im Königreich der Himmel zu regieren. Zu den 144 000 sollen die Christen der Apostolischen Zeit sowie viele frühe Bibelforscher der Neuzeit gehört haben. Nur diejenigen, die sich zu diesen 144 000 zählen, nehmen an dem als „Gedächtnismahl des Herrn“ bezeichneten Abendmahl teil.
Die Unterscheidung zwischen Gläubigen mit himmlischer und solchen mit irdischer Hoffnung wird von dem deutschen Theologen Hans-Diether Reimer als „Zwei-Klassen-System“ bezeichnet. Nach Ansicht des britischen Religionswissenschaftlers George D. Chryssides beeinflusst sie das Verhältnis oder den Status der einzelnen Zeugen Jehovas zueinander aber nicht, da sie sich unabhängig von ihrer Hoffnung als Brüder und Schwestern betrachten. Jene, die sich zu der himmlischen Gruppe zählen, würden keine besondere Kaste in der Religionsgemeinschaft bilden und weder eine besondere Behandlung noch ein besonderes Ansehen beanspruchen. 2016 seien dies etwa 15 000 Personen gewesen, also weniger als zwei Promille der Zeugen Jehovas weltweit.

### 1914: Reinigung des Himmels, Beginn der Gegenwart Jesu und der Zeit des Endes, Erste Auferstehung
Jehovas Zeugen lehren, dass 1914 Jesus Christus die Herrschaft über das Königreich Gottes im Himmel übernommen habe. Als erste Amtshandlung habe er den Satan und seine Dämonen in die Nähe der Erde verbannt. Seither geschehe im Himmel uneingeschränkt der Wille Gottes. Für die Erde sei damals jedoch die Zeit des Endes angebrochen, gekennzeichnet einerseits durch das Wüten Satans, das sich in Kriegen, Lebensmittelknappheit, Seuchen, Naturkatastrophen, und allgemeiner Gesetz-, Lieb- und Gottlosigkeit äußere, andererseits durch die von Jesus und den Engeln gelenkte weltweite Verkündigung der „Guten Botschaft“ vom Königreich Gottes.
Daraufhin habe die „Erste Auferstehung“ begonnen, das heißt, die Auferstehung der zu den 144 000 Mitregenten Christi gehörenden Personen zu himmlischem Leben.

### Bevorstehende große Drangsal, Armageddon
Jehovas Zeugen glauben, dass die „letzten Tage“, die 1914 begonnen haben, in der großen Drangsal gipfeln: Zunächst werde sich die Politik gegen die Religion wenden; so werde Gott sein Gericht an Babylon der Großen, der Gesamtheit der falschen Religion, vollziehen. Zum Schutz der Zeugen Jehovas als der wahren Anbeter Gottes würde Gott in der anschließenden Schlacht von Armageddon sämtliche menschlichen Regierungen und den Gott ungehorsamen Teil der Erdbevölkerung vernichten. Dies sei aus Liebe und Gerechtigkeit gegenüber sanftmütigen Menschen nötig, um diese vor solchen Menschen zu schützen, die sich unverbesserlich gegen die Liebe Gottes, seine Maßstäbe für Gut und Böse und seine Souveränität auflehnen sowie rücksichtslos die göttliche Schöpfung ausbeuten und den Fortbestand der belebten Erde gefährden (Mt 24,22 , Offb 11,17–18 ). Satan würde handlungsunfähig gemacht werden. Die Erde selbst werde nie untergehen, die wahren Anbeter Gottes würden überleben.

### Millennium, Paradies wiederhergestellt, allgemeine Auferstehung von den Toten
Auf Harmagedon folge die 1000-jährige Herrschaft des himmlischen Königreiches Gottes (ein „neuer Himmel“, Offb 21,1 ), das aus Jesus als König und den 144 000 Mitregenten bestehe, über die Erde. Die Erde werde während dieses Millenniums zu einem Paradies umgestaltet werden. Die allgemeine Auferstehung „der Gerechten und Ungerechten“ von den Toten finde im irdischen Paradies statt. Sowohl die Auferstandenen als auch eine „große Volksmenge“ von Harmagedon überlebenden Menschen würden auf der Grundlage des Opfers Jesu zur Vollkommenheit geführt werden und damit zur Möglichkeit, sündenlos, gesund und ewig zu leben („eine neue Erde“ Offb 21,1 ).
Von dieser allgemeinen Auferstehung seien – neben den Teilhabern an der Ersten Auferstehung – jene Menschen ausgenommen, die bereits früher von Gott „gerichtet“ worden seien (z. B. in Harmagedon oder durch die Sintflut) bzw. sich bewusst gegen Gott gestellt hätten. Sie verblieben in der „Gehenna“, das heißt, in ewiger Nichtexistenz. Jehovas Zeugen vertreten damit einen annihilationistischen Standpunkt. Die Vorstellung einer Hölle, wo Sünder in Ewigkeit leiden müssten, lehnen die Zeugen Jehovas als unbiblisch ab.
Nach dem Millennium finde durch den für eine kurze Dauer aus dem „Abgrund“ freigelassenen Satan eine Endprüfung statt (Offb 20,7–10 ). Wer diese Endprüfung bestehe, erhalte ewiges Leben im Paradies. Diejenigen, die sich während des Millenniums oder danach in der Schlussprüfung gegen die Souveränität Jehovas stellen, würden hingegen sterben, ebenso Satan und seine Dämonen nach der Endprüfung. Danach sei das durch Satans Rebellion und durch Adams und Evas Sündenfall verloren gegangene irdische und geistige Paradies endgültig wieder hergestellt, die Menschheit mit der Schöpfung und dem Schöpfer versöhnt und so zur herrlichen Freiheit der Kinder Gottes gelangt.

## Theokratische Organisation

### Die Christenversammlung als Gottes Volk
Jehovas Zeugen glauben, dass zunächst Israel das auserwählte Volk Gottes gewesen sei. Nachdem es aber den Messias verworfen habe, habe Gott die Christenversammlung als sein besonderes Volk erwählt, was im Jahr 33 durch die Geistausgießung zu Pfingsten offensichtlich geworden sei. Das Haupt der Christenversammlung sei Jesus.
Nach dem Tod der Apostel sei die Kirche vom wahren Glauben abgewichen und sei Kompromisse mit dem Staat und dem Heidentum eingegangen. Jehovas Zeugen verstehen sich als wiederhergestellte wahre Christenversammlung, wie sie für die Endzeit prophezeit worden sei; sie sehen sich als Substitution Israels als „Heilsvolk Gottes“.

### Der „treue und verständige Sklave“ und die Leitende Körperschaft
Jehovas Zeugen verstehen den Bibelbericht über das Apostelkonzil so, dass die frühe Kirche nicht eine nur lose Vereinigung unabhängiger Versammlungen war, sondern dass es in apostolischer Zeit eine zentrale leitende Körperschaft aus Aposteln und Ältesten gab, die unter der Leitung des Heiligen Geistes ernannt worden war, Entscheidungen traf und an Versammlungen übermittelte und die Einsetzung von Aufsehern beaufsichtigte.
Dementsprechend halten es Jehovas Zeugen heute in Lehrfragen maßgeblich, wie eine Leitende Körperschaft – bestehend aus einer kleinen Gruppe geistgesalbter Männer, die unter dem Gebet um die Leitung durch den heiligen Geist ernannt wurden und somit zu den 144.000 gehören – die Bibel interpretiere. Dem Selbstverständnis der Leitenden Körperschaft zufolge sei sie von „Gottes heiligem Geist gesalbt und geleitet“, erhebt jedoch keinen Anspruch auf Unfehlbarkeit.

## Geschichte und Änderung der Lehren

### Endzeiterwartungen
Typisch für Jehovas Zeugen war von Anfang an die Naherwartung des Anbruchs von Jehovas Königreich. Dafür veröffentlichten sie wiederholt konkrete Termine: Ursprünglich hatte Russell angenommen, Christus würde 1873 oder 1874 im Fleische zurückkehren. 1876 übernahm er die Überzeugung, er sei unsichtbar zurückgekehrt, jetzt müsse nur noch die „kleine Herde“ (Lk 12,32 ) eingesammelt werden, was bis 1878 vollendet sein werde. Dieser Termin wurde dann auf 1881 verschoben. Im Anschluss prophezeite Russel das Ende der „Zeiten der Nationen“ (Lk 21,24 ) für Oktober 1914. Sein Nachfolger Joseph Franklin Rutherford deutete diese Aussage in die heute gültige Lehrmeinung um, wonach in diesem Jahr Christi Königsherrschaft unsichtbar im Himmel angebrochen sei, die Generation der 1914 lebenden Gläubigen würde aber ihr sichtbares Erscheinen miterleben: „Millionen, die heute leben, werden nie sterben“, verhieß der Titel seines 1920 erschienenen Buchs, in dem Rutherford für 1925 die Wiederauferstehung der biblischen Erzväter als Zeichen der beginnenden Endzeit voraussagte. In den 1960er Jahren richteten die Zeugen Jehovas den Fokus ihrer Berechnungen auf das Jahr 1975, weil sich in diesem Jahr die Erschaffung Adams zum sechstausendsten Mal jährte. Das Verstreichen all dieser Termine löste jedes Mal heftige Krisen innerhalb der Religionsgemeinschaft aus.
Heute verzichten die Zeugen Jehovas darauf, konkrete Daten für den Anbruch des Königreichs Gottes zu nennen.

### Leitende Körperschaft
Die leitende Körperschaft wurde früher mit dem Vorstand der Watch Tower Bible and Tract Society of Pennsylvania gleichgesetzt. Doch seit 1970 wurde zunehmend zwischen der geistlichen Leitung durch die Leitende Körperschaft und der bloß administrativen Tätigkeit von Rechtskörperschaften wie der Watch Tower Society unterschieden; seit 2000 besteht keine Personenidentität mehr zwischen Mitgliedern der Leitenden Körperschaft und dem Vorstand der Watch Tower Society.